# Torneo de Praga

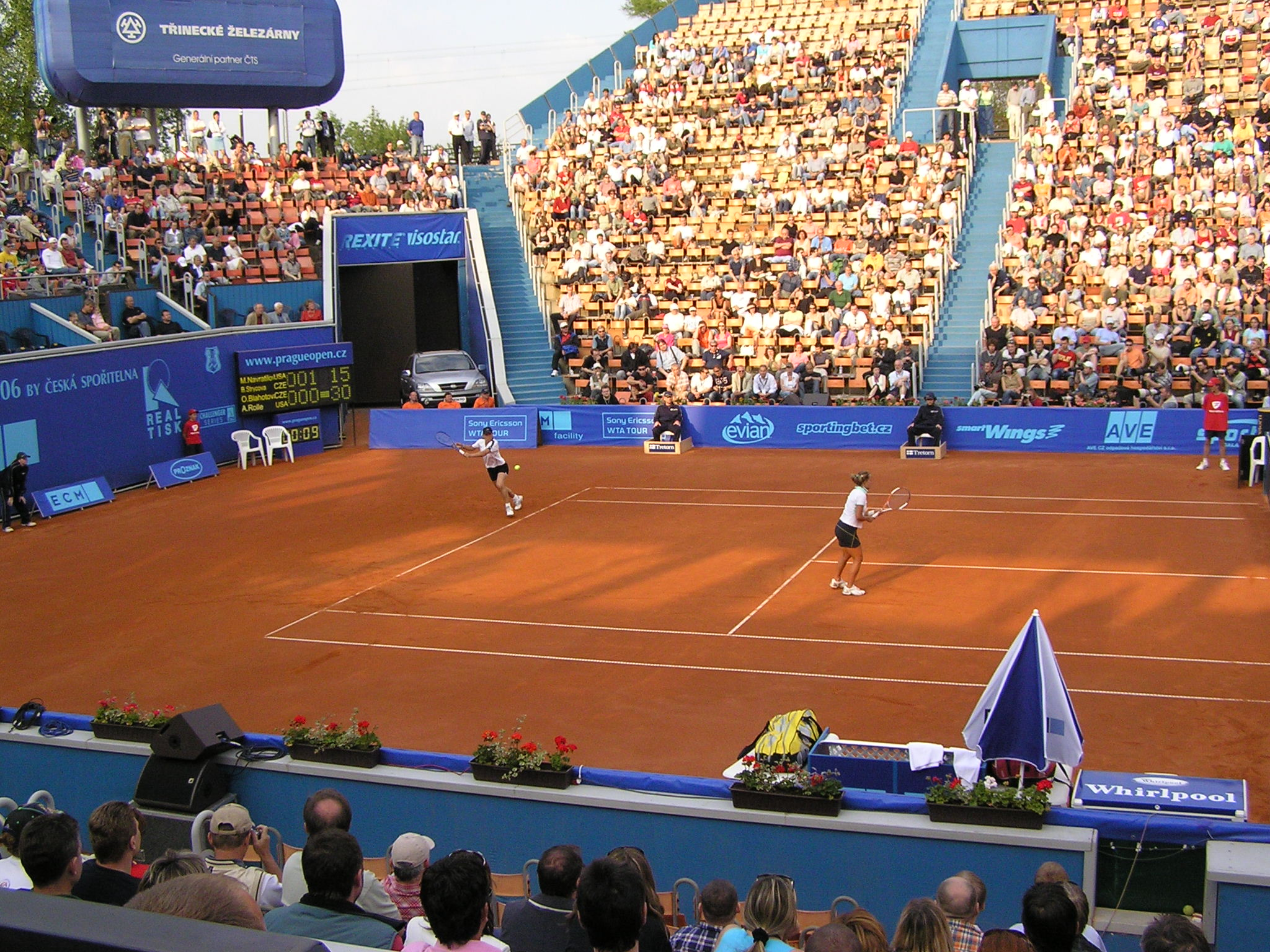
Foto tomada del ECM Prague Open 2006

El Torneo de Praga (oficialmente llamado  Strabag Prague Open) es un torneo de tenis de la WTA que se lleva a cabo en Praga, República Checa. Realizado desde 2005, este torneo pertenece a la categoría Tier IV y se juega en canchas de polvo de ladrillo al aire libre.

## Campeonas

### Individuales
| Año  | Campeona       | Finalista                  | Resultado     |
| ---- | -------------- | -------------------------- | ------------- |
| 2005 | Dinara Sáfina  | Zuzana Ondrášková          | 7-6(2), 6-3   |
| 2006 | Shahar Peer    | Samantha Stosur            | 4-6, 6-2, 6-1 |
| 2007 | Akiko Morigami | Marion Bartoli             | 6-1, 6-3      |
| 2008 | Vera Zvonareva | Victoria Azarenka          | 7-6(2), 6-2   |
| 2009 | Sybille Bammer | Francesca Schiavone        | 7-6(4), 6-2   |
| 2010 | Ágnes Szávay   | Barbora Zahlavova Strycova | 6-2, 1-6, 6-2 |

### Dobles
| Año  | Campeonas                            | Finalistas                                | Resultado      |
| ---- | ------------------------------------ | ----------------------------------------- | -------------- |
| 2005 | Emilie Loit Nicole Pratt             | Barbora Strýcová Jelena Kostanic          | 6-7, 6-4, 6-4  |
| 2006 | Marion Bartoli Shahar Peer           | Ashley Harkleroad Bethanie Mattek         | 6-4, 6-4       |
| 2007 | Petra Cetkovská Andrea Hlavackova    | Chunmei Ji Shengnan Sun                   | 7-6(7), 6-2    |
| 2008 | Andrea Hlavackova Lucie Hradecká     | Jill Craybas Michaella Krajicek           | 1-6, 6-3, 10-6 |
| 2009 | Alona Bondarenko Kateryna Bondarenko | Iveta Benešová Barbora Zahlavova Strycova | 6-1, 6-2       |
| 2010 | Timea Bacsinszky Tathiana Garbin     | Monica Niculescu Ágnes Szávay             | 7-5, 7-6(4)    |